# Alpaca
L'alpaca (Vicugna pacos) és una espècie d'artiodàctil de la família dels camèlids. És una de les varietats domèstiques derivades del guanac.
Les alpaques es troben en bandades nombroses que pasturen en les altures planes dels Andes del Perú meridional, del nord de Bolívia i de la part septentrional de Xile a una altura aproximada de 3.500 a 5.000 metres sobre el nivell del mar, durant tot l'any. No s'utilitzen com a bèsties de càrrega com les llames, però són valorades per les seves llanes, de les quals es fan les mantes i els ponxos indígenes tradicionals, entre altres múltiples peces de roba de consum local i d'exportació. Els quatre únics colors són marró, negre, blanc i gris, i la capa és de gran longitud: gairebé pot arribar a fregar el terra. En estatura, l'alpaca és considerablement més baixa que la llama, amb la qual comparteix l'hàbit d'escopir.
En les indústries tèxtils, el terme «alpaca» pot significar coses distintes. És sobretot un terme aplicat a les llanes, obtingudes de l'alpaca peruana. Tanmateix, s'aplica més àmpliament a un estil de la tela fet originàriament de les llanes de l'alpaca però actualment fabricat, ben sovint, i mesclada amb un altre tipus de llana, com per exemple les italianes i angleses brillants.
Les teles més preuades són aquella provinents de la primera xollada de l'alpaca, anomenades baby alpaca.
Les quatre espècies d'animals sud-americans autòctons i productors de llana són la llama, l'alpaca, el guanac i la vicunya. Dels quatre, l'alpaca i la vicunya són els animals més valuosos per la seva llana: l'alpaca a causa de la qualitat i la quantitat, la vicunya a causa de la suavitat, finesa i alta qualitat de les seves llanes.